# Xã Liberty, Quận Geary, Kansas
Xã Liberty (tiếng Anh: Liberty Township) là một xã thuộc quận Geary, tiểu bang Kansas, Hoa Kỳ. Năm 2010, dân số của xã này là 167 người.